# 3374 Namur
För andra betydelser, se Namur (olika betydelser).
3374 Namur eller 1980 KO är en asteroid i huvudbältet som upptäcktes den 22 maj 1980 av den belgiske astronomen Henri Debehogne vid La Silla-observatoriet. Den är uppkallad efter den belgiska staden Namur.
Asteroiden har en diameter på ungefär 7 kilometer och den tillhör asteroidgruppen Koronis.